# Herman Hertzberger
Herman Hertzberger (nascido em 6 de julho de 1932) é um dos arquitetos holandeses mais famosos, professor emérito e o último arquiteto holandês a receber a prestigiada Royal Gold Medal. Hertzberger é um dos mais antigos arquitetos holandeses ativos.

## Biografia

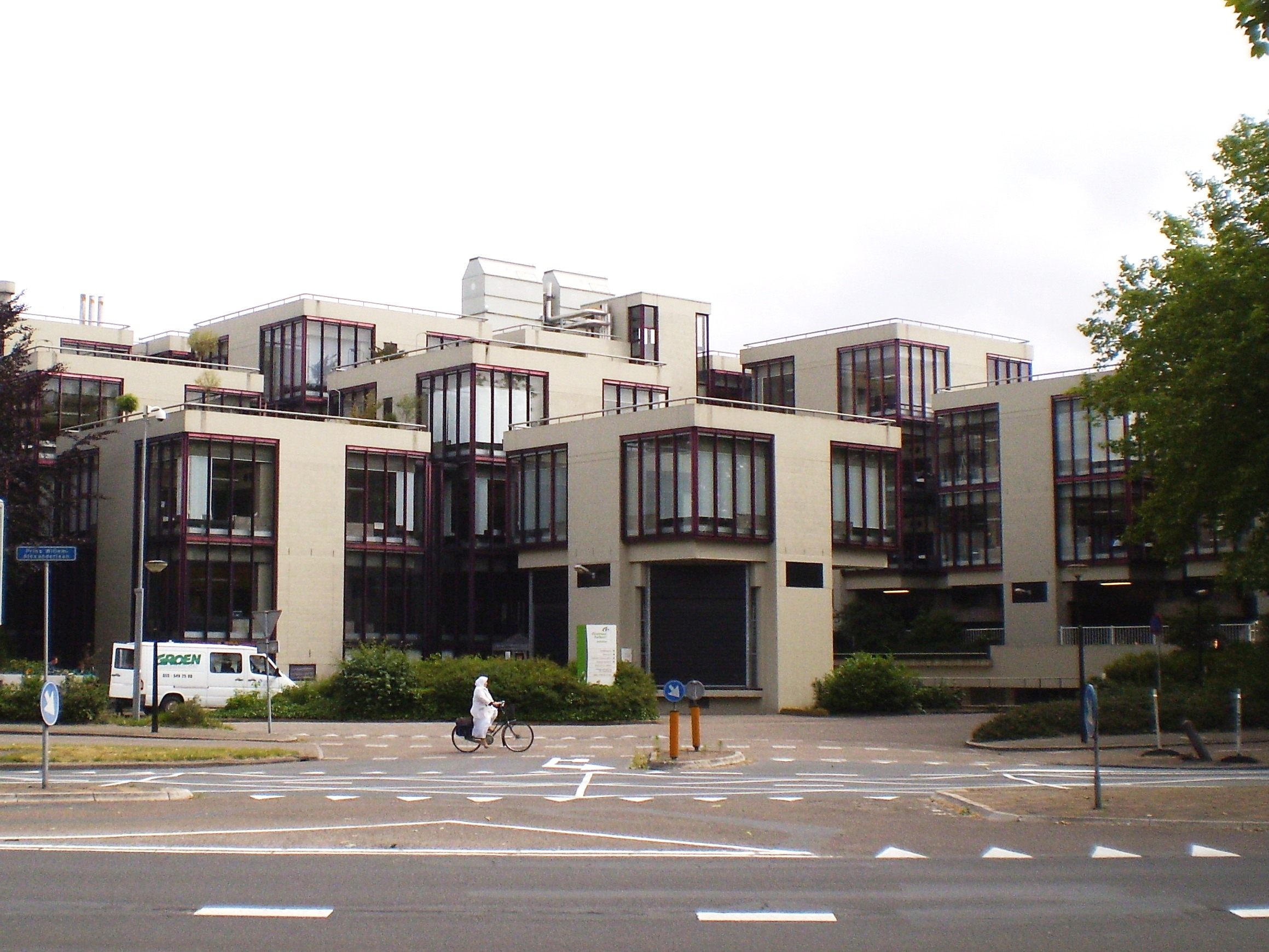
Edifício de escritórios Centraal Beheer, participação interna, Apeldoorn 1972.

Herman Hertzberger nasceu em 6 de julho de 1932 em Amsterdã.
Ele completou seus estudos na Delft University of Technology em 1958, onde foi professor de 1970 a 1999.

## Carreira

### Estruturalismo
Hertzberger pode ser considerado, junto com Aldo van Eyck, a influência por trás do movimento estruturalista holandês das décadas de 1960 e 1970. Entre os edifícios mais conhecidos de Hertzberger estão as casas experimentais conhecidas como casas "Diagoon" (1971), a escola Montessori em Delft (1966-70) e o prédio administrativo do edifício Centraal Beheer Insurance Company em Apeldoorn (1970-72). Ele acreditava que o papel do arquiteto não era fornecer uma solução completa, mas fornecer uma estrutura espacial a ser preenchida pelos usuários. Esta ideia vem do Manifesto of the participation movement, iniciado em 1961 por John Habraken com seu livro Supports - An Alternative to Mass Housing. Herman Hertzberger foi um dos primeiros arquitetos a produzir soluções arquitetônicas com a participação do usuário. Centraal Beheer e as casas "Diagoon" pertencem aos exemplos mais inspiradores do movimento de Participação internacional.
A seguradora Centraal Beheer deixou o prédio e, no momento, ele está sendo convertido em casas com jardins no telhado e várias instalações compartilhadas. O ponto de partida de Hertzberger - que o edifício pode ser usado para várias funções - pode ser testado com isso.
Hertzberger é criticado pela deselegância das fachadas de seus edifícios, pois está mais interessado no funcionamento e no interior dos edifícios que projeta do que na estética das fachadas. Edifícios posteriores com fachadas atraentes - como Waternet em Amsterdã - mostram que o estilo de Hertzberger evoluiu, também através da colaboração com Laurens Jan ten Kate.

## Livros
- Hertzberger, Herman ... e.a. (2013). The future of architecture / comp. and ed.: Vibeke Gieskes ... e.a.; transl.: George Hall ... e.a. NAI010, Rotterdam. 95 p. ISBN 978-946-208-082-9.
- Hertzberger, Herman (2010). Het structuralistische gezicht van de sociale ruimte / red.: Francine van den Berg, Roos Hulscher. Heerlen, Vrienden van het Vitruvianum. 34 p. ISBN 978-949-083-700-6. Samenvatting van de zevende Peutz-lezing in Schunck te Heerlen, 2010.
- Hertzberger, Herman (2009). The schools of Herman Hertzberger = Herman Hertzberger: alle scholen / met teksten van Herman Hertzberger & Abram de Swaan; Dutch text ed./tekstred.: Els Brinkman; transl. into English/vert.: Beverley Jackson. 010 Publishers, Rotterdam. 176 p. ISBN 978-906-450-646-8.
- Hertzberger, Herman (2007). Herman Hertzberger over Dick Hillenius over Herman Hertzberger / tek.: Herman Hertzberger; foto's: Ger van der Vlugt. Huis Clos, Oude Tonge. 23 p. ISBN 978-907-902-001-0 in hoes. (Huis Clos-reeks ; 27). Uitg. mede n.a.v. Hertzbergers 75e verjaardag. Opl. van 150 ex. Bevat: Dick Hillenius over Herman Hertzberger: inleiding bij een tentoonstelling; Herman Hertzberger over Dick Hillenius: weergave van een gesprek met Ben van Melick.
- Hertzberger, Herman, e.a. (2004). Cultuur onder dak = Shelter for culture: Herman Hertzberger & Apeldoorn / foto’s: Hein de Bouter ... e.a.; tek.: Architectuurstudio Herman Hertzberger; vert.: John Kirkpatrick. Uitgeverij 010, Rotterdam. 70 p. ISBN 90-6450-530-6. Bouwgeschiedenis van het culturele centrum CODA van Apeldoorn.
- Hertzberger, Herman (2002). Articulations / ed.: Birgit Lutosch; transl. from the Dutch: John Kirkpatrick ... e.a. Prestel, Munich. 223 p. ISBN 3-7913-2791-7. Trabalho de visão geral.
- Hertzberger, Herman (1996-1999). Lessen in architectuur. Uitgeverij 010, Rotterdam. 2 dln., gebaseerd op Lessons for students in architecture. Uitgeverij 010, Rotterdam, 1991. Oorspr. versch. als een verzameling Nederlandstalige collegedictaten. [Zie onder de titel uit 1982/1988]. Dl.1 (1996): Ruimte maken, ruimte laten / red. Nederlandse uitg.: Meta Berghauser Pont. 272 p. ISBN 90-6450-293-5. Dl.2 (1999): De ruimte van de architect / red.: Jop Voorn. 287 p. ISBN 90-6450-379-6. Eng. uitg. o.d.t.: Space and the Architect: lessons in Architecture 2. Uitgeverij 010, Rotterdam, 2010. 291 p. ISBN 978-906-450-733-5. Explicação dos recursos espaciais através de trabalhos próprios e de terceiros, através da arquitetura tradicional, pinturas e esculturas.
- Hertzberger, Herman. Lüchinger, Arnulf. Rietveld, Rijk. (1987). Herman Hertzberger 1959-86 – Bauten und Projekte, Buildings and Projects, Bâtiments et projets. Arch-Edition Den Haag. 383 p. ISBN 90-71890-01-5. Obras, projetos e planos executados no período 1959-1986. (Bienal Mundial de Arquitetura 1987, Prêmio Medalha de Ouro).
- Hertzberger, Herman (1982/1988). Theorie en praktijk van het ontwerpen: samenvatting colleges architectuurbeschouwing, 1973-1982/1988, Herman Hertzberger. Dl A: Het openbare rijk. 2e gew. dr. Vakgroep 13 Architectuurbeschouwing, Delft. 1984. 93 p. Oorspr. uitg.: 1982. Dl B: Ruimte maken, ruimte laten. Vakgroep 13 Architectuurbeschouwing, Delft. 1984. 93 p. Dl C: Uitnodigende vorm / vert.: Madou Hillenius. Steenkist, Delft, 1988. 127 p. ISBN 90-800192-1-6.

## Prêmios
- Prêmio Richard Neutra de Excelência Profissional 1989, Universidade Politécnica do Estado da Califórnia, Pomona.
- Medalha de ouro real RIBA 2012.[4]
- Medalha Thomas Jefferson em Arquitetura 2015, University of Virginia.[5]
- Ele é um Accademico d'Onore, ou membro honorário, da Accademia delle Arti del Disegno de Florença.[6]

## Construções

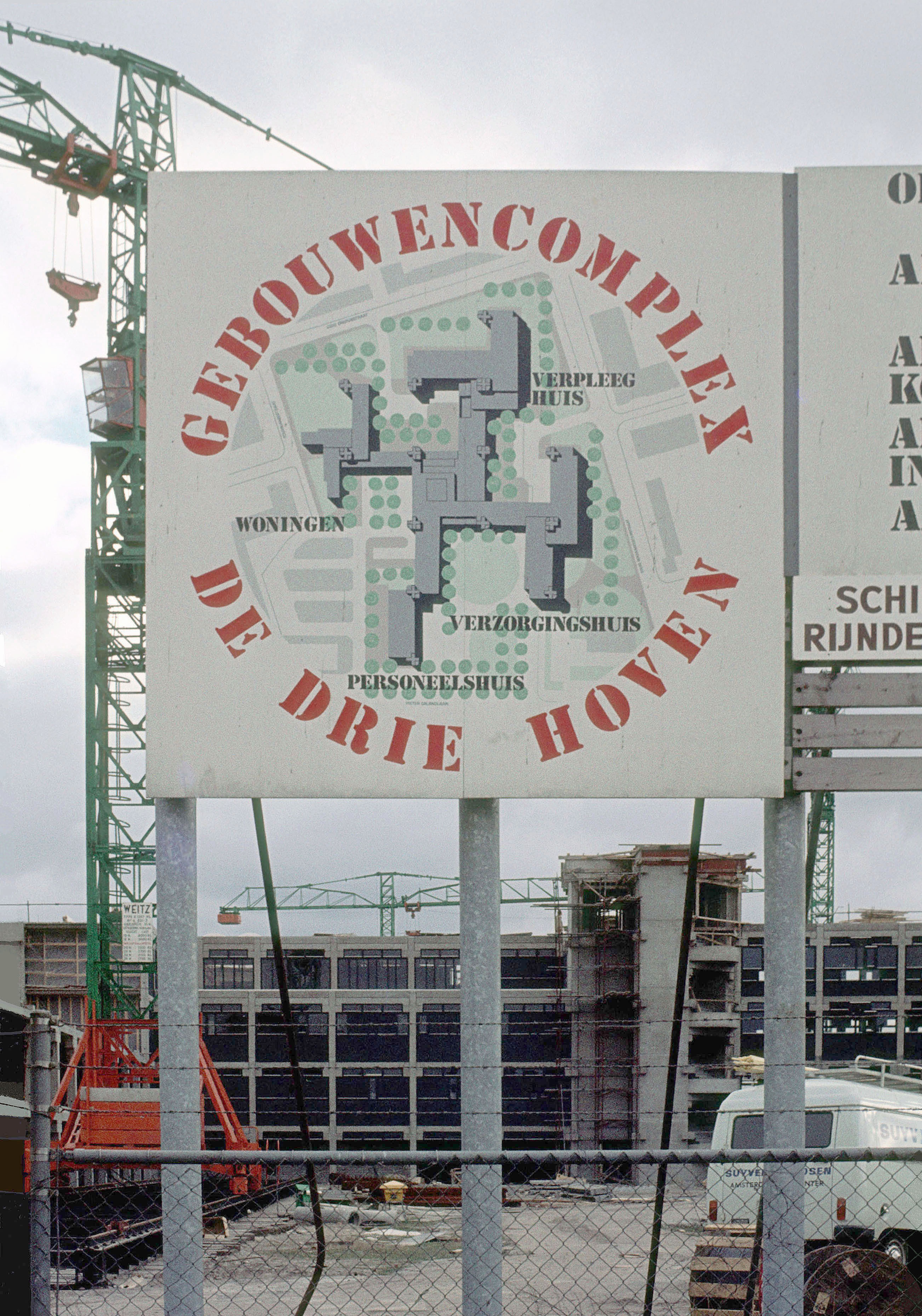
De Drie Hoven
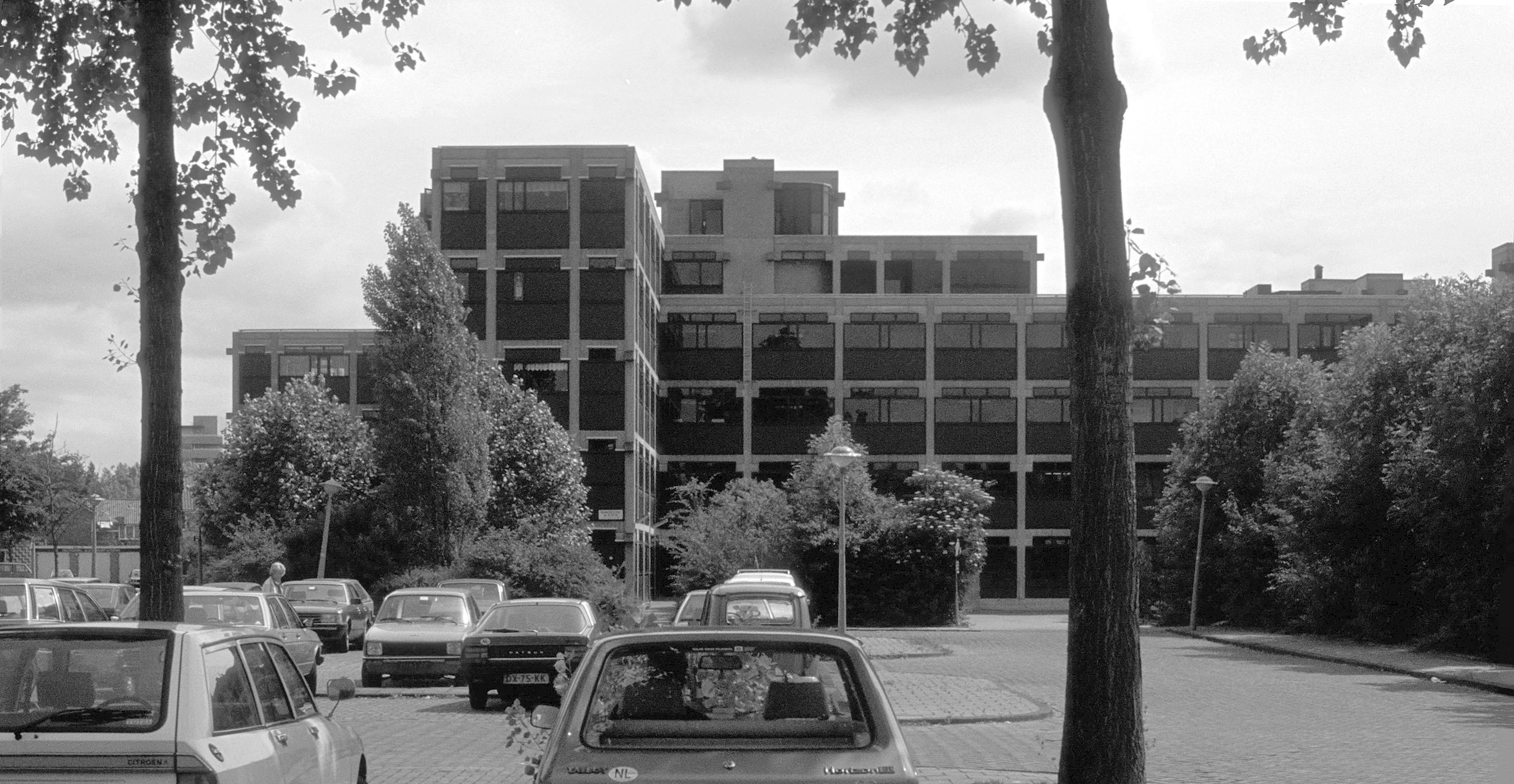
De Drie Hoven, edifício residencial para idosos em Amsterdam-Slotervaart, 1974
- De Drie Hoven,  vídeo com retrato def Herman Hertzberger
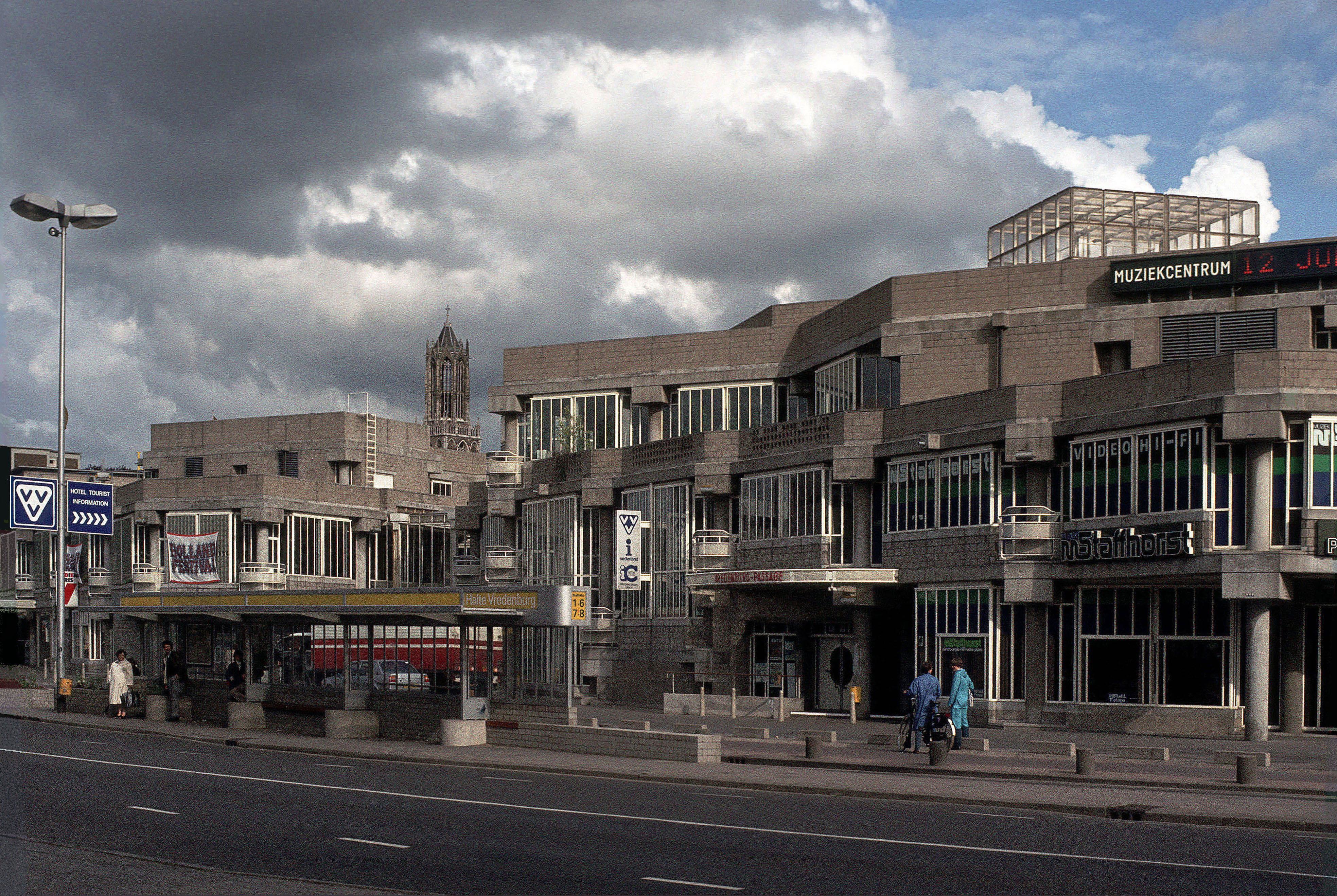
Vredenburg Music Centre in Utrecht, 1978
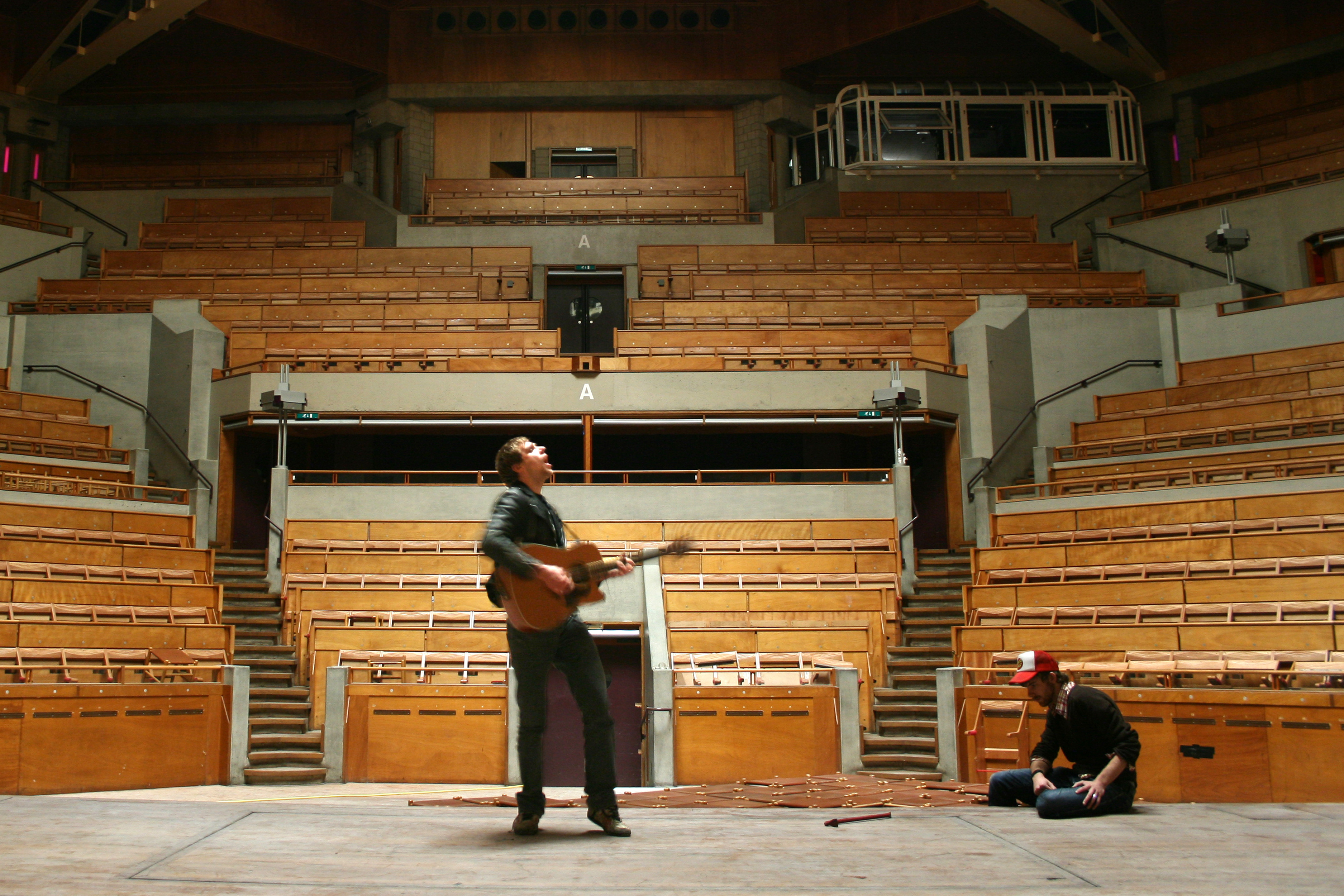
Vredenburg
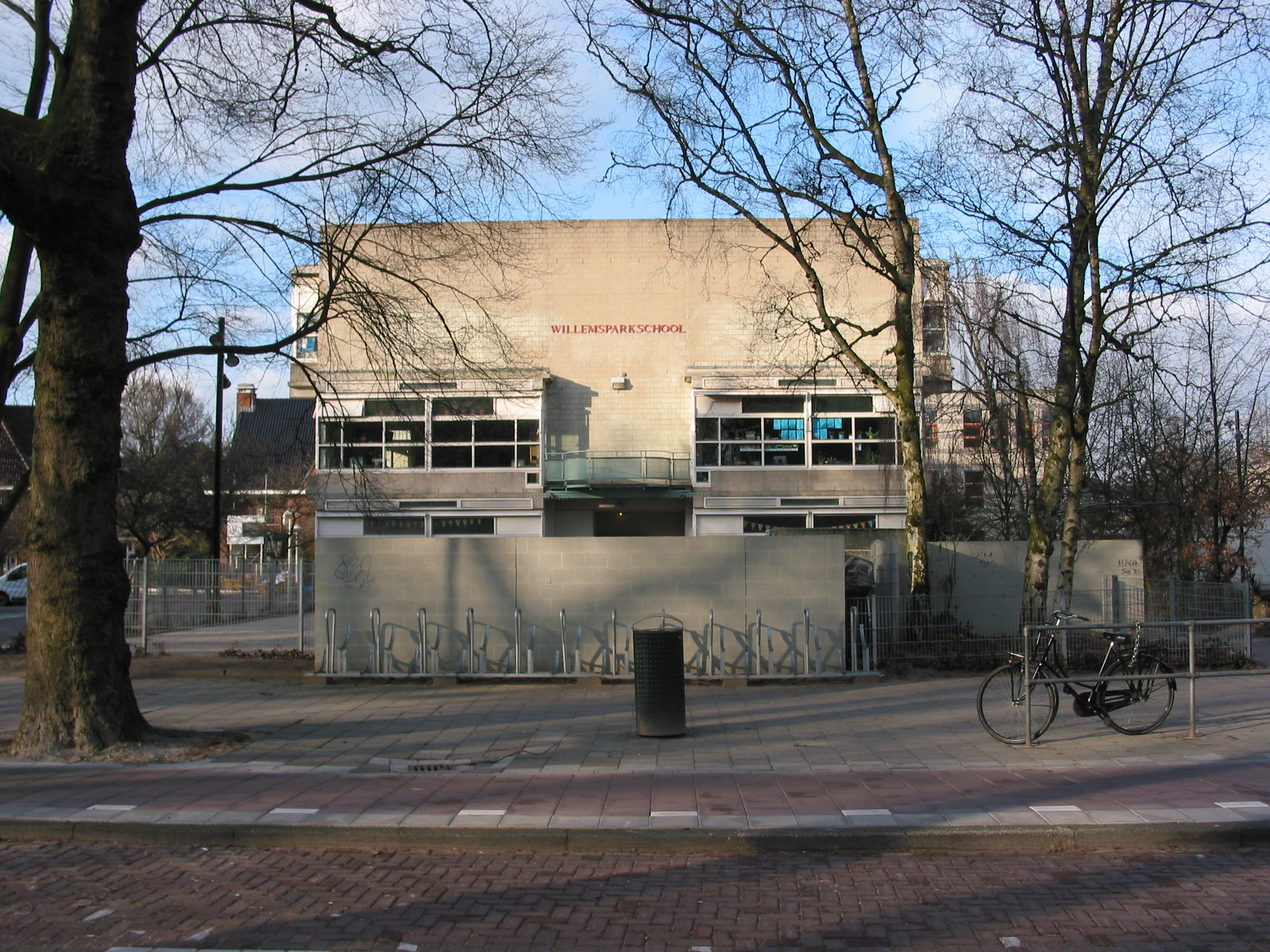
Escola Willemspark em Amsterdã, 1983
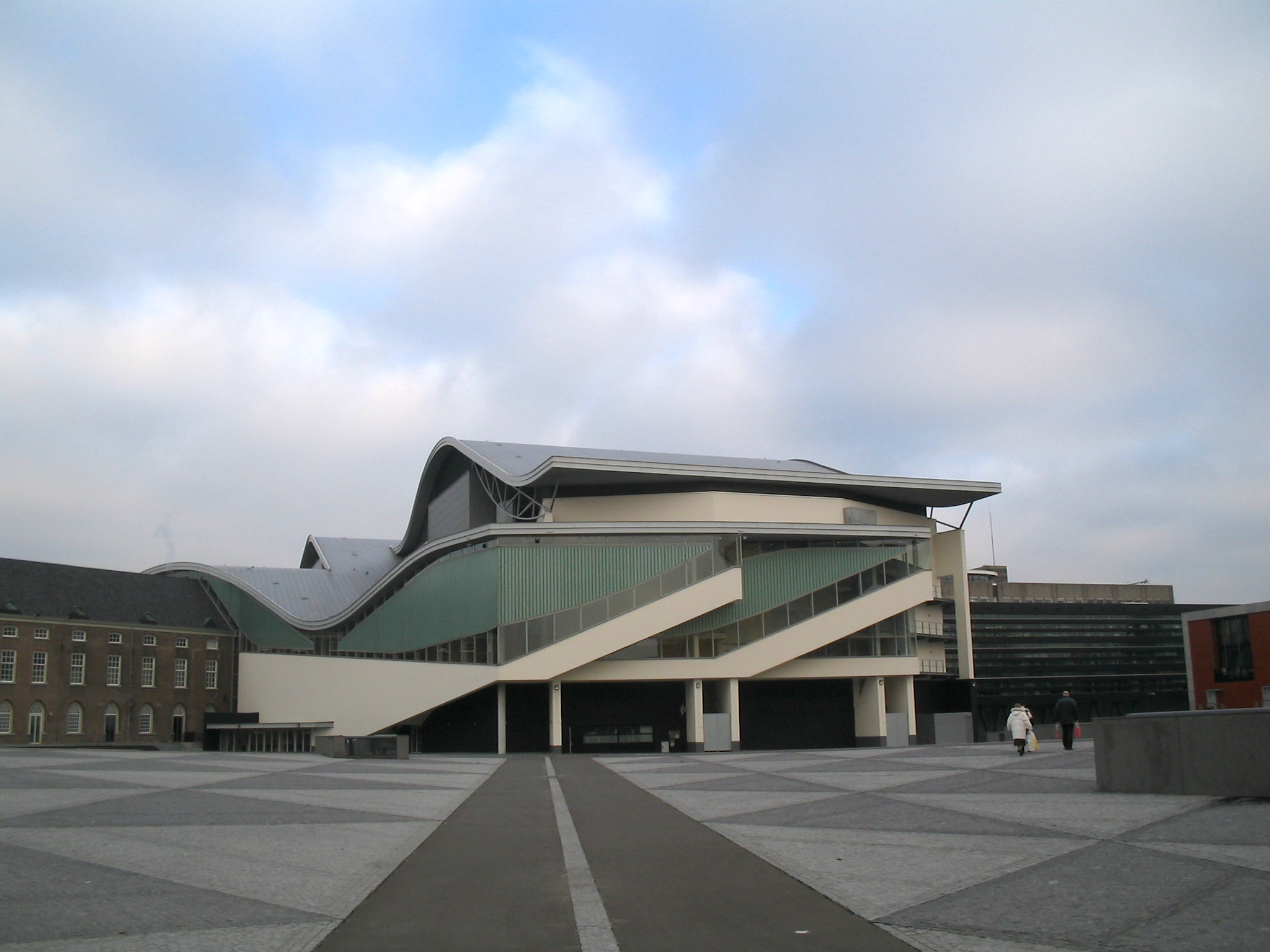
Teatro Chassé em Breda, 1995
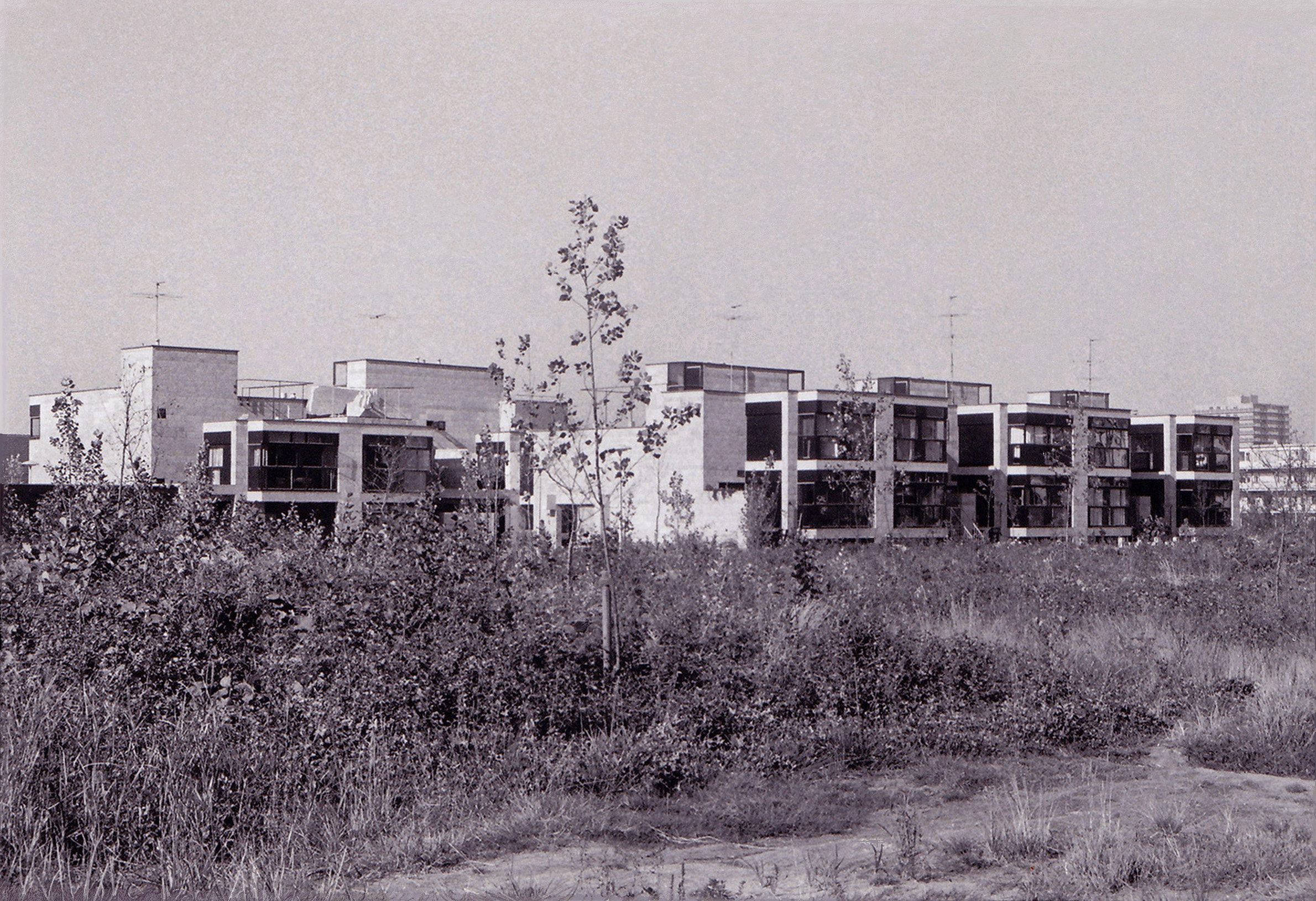
Alojamento Diagoon em Delft, 1971
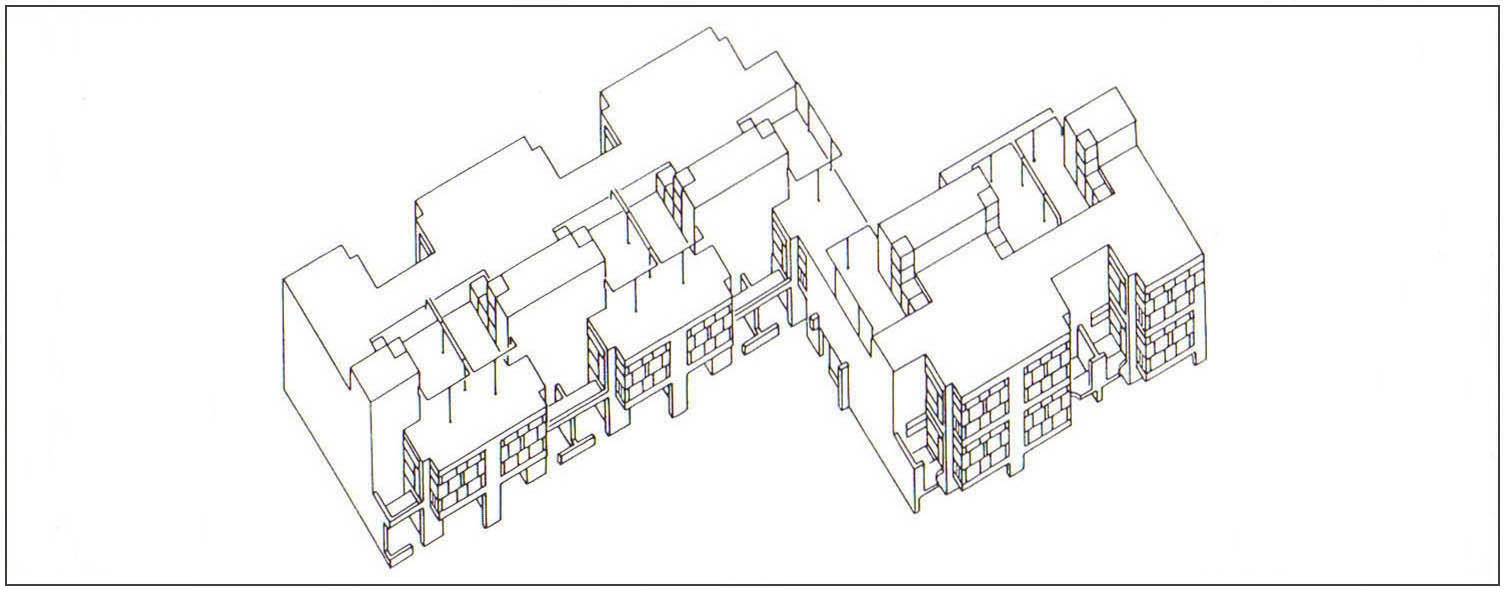
Moradia Diagoon, estrutura básica de participação
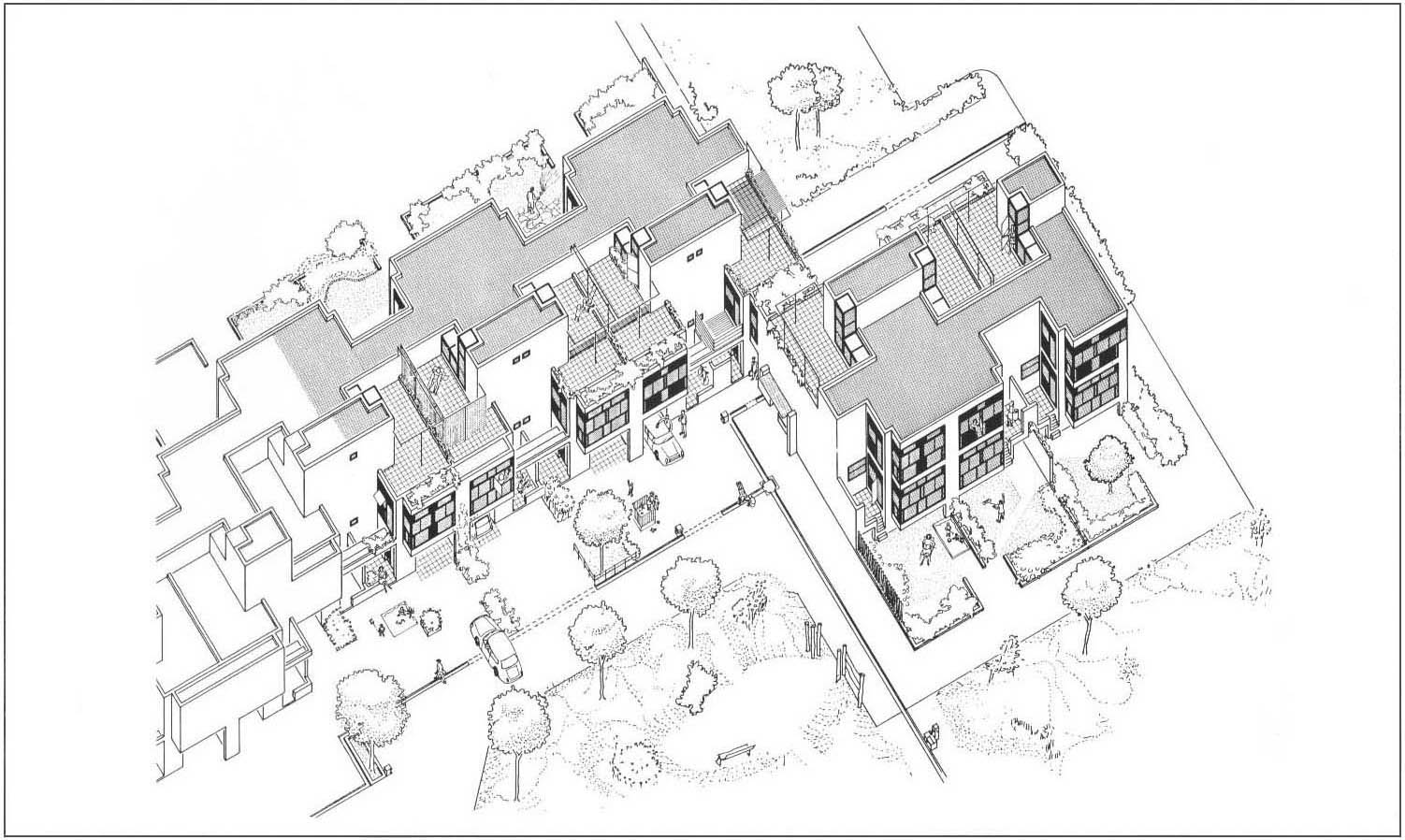
Habitação Diagoon, participação dos moradores, dentro e fora